# Odins væddemål
Odisn væddemål er det tredje tegneseriealbum i serien om Valhalla af Peter Madsen. Det udkom i 1982, og er løst baseret på oplysninger om Odins brødre Vile og Ve fra Yngre Edda og Ynglingesaga. Fortællingen om Thor og færgemanden samt en del af sagnet om Regnar Lodbrog er også inkorporeret.

## Handling
Historien handler om Odin, der ikke er tilfreds med standarden på de krigere som valkyrierne bringer til Valhal. Han indgår derfor et væddemål med dem om at han kan finde tre krigere, som er bedre end alle dem, som valkyrierne finder. Forklædt drager han til Midgård, mens han efterlader sine to brødre Vile og Ve til at styre Valhal. Det skaber uro, og det ender med at tre af guderne drager ud for i forklædning at snyde Odin til at vælge dem som de bedste krigere, så han kan komme hjem og bringe orden på tingene.